# 富蘭克林·羅斯福第四次總統就職典禮
富蘭克林·羅斯福第四次總統就職典禮舉行於1945年1月20日。本次就職典禮象徵富蘭克林·羅斯福第四次總統任期的開始，以及哈里·S·杜鲁门唯一一次的副總統任期開始。這也是第一次且唯一一次美國總統就任第四任任期，因為1951年通過的美國憲法第二十二修正案將美國總統任期限制在兩任。羅斯福在此次就任後82天逝世，隨後由杜魯門繼任成為總統。
由當時正處於二戰期間的嚴峻情形，就職典禮改在白宮南門廊舉行，而非在國會大廈。遊行和其他慶典活動也都一並取消。宣誓儀式由首席大法官哈伦·菲斯克·斯通主持，而其後的致詞也是有紀錄以來最短的。這也是最後一次由現任副總統本人只持宣示交接儀式給他的繼任者。

## 註腳
1. ↑  .   [2009-01-23]. （原始内容存档于2009-01-20）.